# Katolička država
 Katolička država  je naziv za državu – neovisno o tome je li monarhija ili republika, te da li je demokracija ili neka vrst autoritarne države – gdje katolici predstavljaju većinu stanovništva, i gdje postoji tzv. unija između Katoličke Crkve i države.
"Suštinska ideja takve unije je stanje stvari gdje Država priznaje svoj naravni i nadnaravni odnos s Crkvom, ispovijeda Vjeru, te prakticira bogoslužje Crkve, štiti je, ne donosi zakone koji bi joj škodili, dok, u slučaju nužde odmah poduzima pravične i potrebne civilne mjere da unaprijedi od Boga zadanu svrhu Crkve – jer one pridonose temeljnoj svrsi Države da priskrbi vremenitu sreću svojih građana."

## Povijest
Često se kao kodifikatora teologije o odnosu države i Crkve navodi papu Gelazija I. (492. – 496.), koji je izložio doktrinu o "dvije moći" ("dvije sablje") - gdje na istom području postoji državna vlast i crkvena vlast, od kojih svaka ima svoje odvojene poslove, ali surađuju. Naglašava se da je - slično kao što su svećenici u vremenitim pitanjima podložni odlukama građanske vlasti - čak i vrhovna građanska vlast podložna odlukama duhovne vlasti, kada su posrijedi pitanja morala i vjere.
Valja, međutim, naglasiti da su i prije Gelazija crkveni oci poput sv. Ambrozija i sv. Augustina pisali o ovoj tematici. Od kasnijih crkvenih naučitelja osobito važno mjesto zauzima sv. Toma Akvinski.

## Odnos između države i Crkve
"Katolička država" nije obilježena nekom ideologijom ili specifičnim društvenim ustrojem, nego odnosom između države i Crkve.
U Europi su danas deklarirane katoličke države Malta, San Marino, Lihtenštajn i Monako. Andoru, čiji ustav jamči Katoličkoj crkvi "održavanje veza osobite suradnje s državom u skladu s tradicijom Andore“ se također može ubrojiti u katoličke države.  
Karakteristično je za Katoličku državu da se brak smatra ustanovom crkvenog prava, te je u nadležnost crkvenih tijela odlučivanje o širem broju obiteljskopravnih pitanja (imovinski odnosi u obitelji su tradicionalno ipak u nadležnosti svjetovnih sudova). Ovlasti kakve u pogledu katolika ima Katolička crkva, često u pogledu nekatolika imaju njihove vjerske zajednice.
Pitanje katoličke države je osobito temeljito izloženo u Enciklici „Immortale Dei“ o kršćanskom ustroju država, koju je izdao papa Lav XIII.  1885. godine. Tu se iznosi da „ono što je Cezarovo treba dati Cezaru, a ono što pripada Bogu, treba dati Bogu (toč. 14.) … u takvoj organizaciji države nema ničega za što bi se moglo smatrati da smeta dignitetu vladara, i ništa što njima ne bi bilo dolično …. Doista, što je više razrađena, ta uzajamna suradnja postiže savršenost kakva nedostaje svim drugim oblicima državnog ustroja … Na svojem nesigurnom i tegobnom putovanju prema vječnom gradu svi mogu vidjeti da imaju sigurne vodiče i pomagače na svojem putu, i svjesni su da drugi imaju dužnost da štite njihove osobe i njihovu imovinu, te da postignu i da očuvaju za njih sve što je od temeljne potrebe za njihov sadašnji život. K tome, domaće društvo stječe onu toliko potrebnu čvrstinu i snagu iz svetosti braka, jednog i nerazrješivog, gdje su prava i dužnosti muža i žene ustrojene s mudrom pravičnošću i poštovanjem; dužno poštovanje je osigurano ženi, autoritet muža se poštuje prema obrascu koji nam je osigurao autoritet Božji, vlast oca je ograničena dužnim poštovanjem dostojanstva majke i njene djece; i najbolje moguće mjere su osigurane za skrbništvo, blagostanje i odgoj djece.“ (toč. 17.)

## "Katoličke zemlje"
Katolička crkva se tijekom XX. stoljeća počela odnositi prema državi u sve širem krugu tradicionalnih katoličkih zemalja na način kako se u povijesti odnosila prema državama u kojima su katolici bili u manjini (poput Velike Britanije ili Nizozemske), što u praksi znači da se u većini tih zemalja odustalo iz od unije između Crkve i države – stoga možemo govoriti da je npr. Hrvatska danas „katolička zemlja, ali ne i katolička država“. U mnogim je zemljama raskidanje unije Crkve i države bilo vrlo burno; npr. povodom takve odluke Francuskih vlasti 1905. godine da raskine uniju piše papa Pio X.: „Teza da država mora biti odvojena od Crkve je apsolutno pogrešna, najpogubnija zabluda... jer je Stvoritelj čovjeka također i Utemeljitelj ljudskih društava i održava njihovo postojanje kao što održava i naše. Dugujemo Mu, dakle, ne samo privatan kult, već javno i društveno bogoštovlje kako bismo Ga častili." U drugim zemljama je raskid unije bio obilježen stanovitom umjerenošću, pa je npr. u Saveznoj Republici Njemačkoj zajamčeno pravo Crkvi na tzv. "crkveni porez", zajamčen je u svim školama vjeronauk čiji sadržaj mora biti odobren od Crkve, zajamčena je dušobrižnička služba u vojsci, zatvorskom i bolničkom sustavu, te kapele u širokom broju javnih ustanova; slično je danas i u Hrvatskoj i u velikom broju drugih zemalja katoličke tradicije.
Na protokolarnom nivou, u  "katoličkim zemljama" je običaj da se u protokol najvažnijih crkvenih i državnih blagdana ugrađuju crkveni obredi; a papinski nuncij ima status doajena diplomatskog zbora. Također se u tim "katoličkim zemljama" (koje nisu i "katoličke države", jer ne postoji formalna unija države i Crkve) osigurava vjeronaučna poduka u školama, te se u školstvu općenito uvažava katolička doktrina.
Međutim su sve ovo "ostaci ostataka" u odnosu na povijest u kojoj su nekada skoro čitav školski sustav, te sve veće zdravstvene i socijalne ustanove pripadale Crkvi - u srednjovjekovnim državama je za financiranje tih djelatnosti bilo dodijeljeno između petine i četvrtine zemljišnog posjeda u čitavoj državi (u Srednjem vijeku se javne potrebe financiralo pomoću takvih nadarbina; oporezivanje i budžetiranje u novcu je predstavljalo rijetkost).

## Nauk Katoličke crkve
Katolička crkva, međutim, nije sam vjerski nauk o odnosima Crkve i države suštinski promijenila, te se danas u toč. 2105.  Katekizma Katoličke Crkve iz 1992. godine ukratko iznosi:
„Dužnost iskazivati Bogu pravo štovanje tiče se čovjeka uzetog pojedinačno i društveno. To je 'tradicionalno katoličko učenje o moralnoj dužnosti pojedinaca i društava prema pravoj religiji i jedinoj Kristovoj Crkvi'. Neprestano naviještajući ljudima evanđelje, Crkva se trsi da oni 'kršćanskim duhom prožmu mentalitet i navike, zakone i strukture zajednicâ' u kojima žive. Društvena je dužnost kršćana da u svakom čovjeku poštuju i bude ljubav prema istini i dobru. Od njih traži da bližnje upoznaju s bogoštovljem 'jedine prave religije koja postoji u katoličkoj i apostolskoj Crkvi'. Kršćani su pozvani da budu svjetlo svijeta. Crkva tako očituje kraljevsku vlast Kristovu nad svim stvorenjem a napose nad ljudskim društvima.“
Podrobnosti o odnosu države i Crkve mogu se pomoću bilješki uz tu točku Katekizma naći u Deklaraciji o vjerskoj slobodi „Dignitatis Humanae“ (akt II. vatikanskog koncila) iz 1965. godine
, u čijoj se toč. 1. iznosi da suvremeno načelo vjerske slobode ostavlja netaknutim "tradicionalno katoličko učenje o moralnoj dužnosti pojedinaca i društava prema pravoj religiji i jedinoj Kristovoj Crkvi"; daljnja bilješka vodi iz "Dignitatis Humanae" na gore spomenutu Encikliku "Immortale Dei“ o kršćanskom ustroju država.
Katolička crkva se danas zalaže za demokraciju, a totalitarne društvene ustroje poput komunizma izrijekom osuđuje. K tome, u praksi "kapitalizma" odbila je individualizam i apsolutno prvenstvo zakona tržišta nad ljudskim radom.